# Kevon Carter
Kevon Carter (14 de novembro de 1983 — Macqueripe, 28 de fevereiro de 2014) foi um futebolista trinitário que atuava como atacante.
Durante uma sessão de treinos do Defence Force, sentiu dores no peito e, embora tivesse recebido atendimento médico, não resistiu e morreu, aos trinta anos. Há a suspeita de que ele foi vítima de um ataque cardíaco fulminante.

## Carreira
Fez toda sua carreira no Defence Force, um dos principais clubes futebolísticos de Trinidad e Tobago, onde estreou tardiamente, aos vinte anos, em 2004. Sem registros precisos do número de partidas que ele disputou, Carter marcou 41 anos em uma década nos "Teteron Boys".

### Seleção
Na seleção principal de Trinidad e Tobago, Kevon Carter participou de 29 jogos entre 2004 e 2013, marcando cinco gols.
Preterido para a Copa Ouro da CONCACAF de 2005 e a Copa do Mundo de 2006, esteve presente com os Soca Warriors em apenas dois torneios: a Copa do Caribe de 2012 e a Copa Ouro da CONCACAF de 2013.